# Bruce Ibbetson
Bruce Bernard Ibbetson (* 13. Januar 1953 in Hollywood) ist ein ehemaliger Ruderer aus den Vereinigten Staaten. Er war mit dem Achter Olympiazweiter 1984.

## Karriere
Der 1,88 m große Bruce Ibbetson nahm 1977 mit dem US-Achter an den Weltmeisterschaften in Amsterdam teil und erreichte den sechsten Platz. Bei den Weltmeisterschaften 1978 trat Ibbetson im Zweier mit Steuermann an und belegte den siebten Platz. 1979 in Bled ruderte er wieder im Achter und belegte den fünften Platz. Im gleichen Jahr gewann er mit dem Achter den Titel bei den Panamerikanischen Spielen in San Juan. 1980 durfte Ibbetson wegen des Olympiaboykotts nicht an den Olympischen Spielen in Moskau teilnehmen. Er schloss in den nächsten Jahren sein Studium an der University of California, Irvine mit einem kombinierten MBA und MPH ab.
1983 kehrte Ibbetson in die Ruder-Nationalmannschaft zurück und belegte mit dem Achter den siebten Platz bei den Weltmeisterschaften 1983. Im Achterwettbewerb bei den Olympischen Spielen 1984 in Los Angeles fehlten die Boote aus der DDR, der UdSSR und der Tschechoslowakei wegen des Olympiaboykotts. Der US-Achter in der Besetzung Walter Lubsen, Andrew Sudduth, John Terwilliger, Christopher Penny, Thomas Darling, Fred Borchelt, Charles Clapp, Bruce Ibbetson und Steuermann Robert Jaugstetter gewann in Los Angeles seinen Vorlauf, den anderen Vorlauf gewannen die Neuseeländer. Im Finale siegten die Kanadier mit vier Zehntelsekunden Vorsprung vor dem Boot aus den Vereinigten Staaten und den Australiern, die Neuseeländer erreichten als Weltmeister des Vorjahres nur den vierten Platz.
Nach seiner Ruder-Karriere war Ibbetson im Immobiliengeschäft tätig. Daneben beteiligte er sich mit dem durch den Olympiaboykott 1980 betroffenen Achter regelmäßig an der Head of the Charles Regatta in Boston.